# Amoraïta
L'amoraïta és un mineral de la classe dels carbonats que pertany al supergrup de la hidrotalcita.

## Característiques
L'amoraïta és un carbonat de fórmula química Ca₁₂Al₆(OH)₃₆(CO₃)₂(SO₃)·15H₂O. Va ser aprovada com a espècie vàlida per l'Associació Mineralògica Internacional en el mes de novembre de l'any 2023, i encara resta pendent de publicació. Cristal·litza en el sistema triclínic.
L'exemplar que va servir per a determinar l'espècie, el que es coneix com a material tipus, es troba conservat a les col·leccions del Museu Mineralògic Fersmann, de l'Acadèmia de Ciències de Rússia, a Moscou (Rússia), amb el número de registre: 5877/1.

## Formació i jaciments
Va ser descoberta a la conca de l'Hatrurim, al Consell Regional de Tamar (Districte del Sud, Israel), sent aquest indret l'únic a tot el planeta on ha estat descrita aquesta espècie mineral.